# Danmarksundet

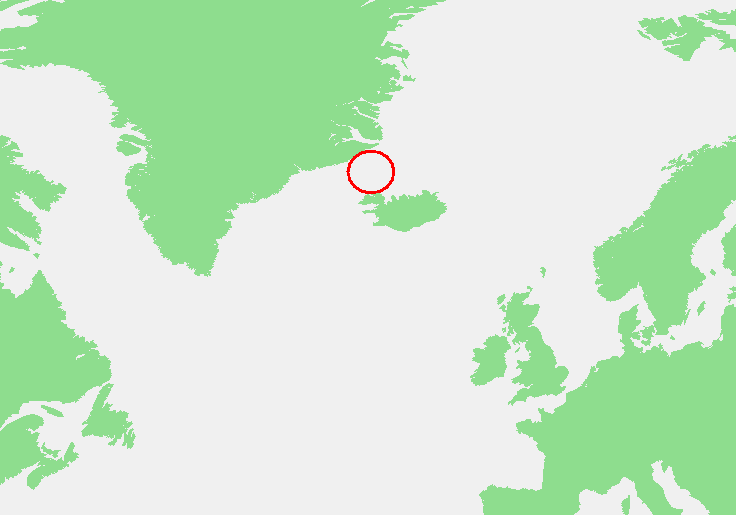
Danmarksundet.

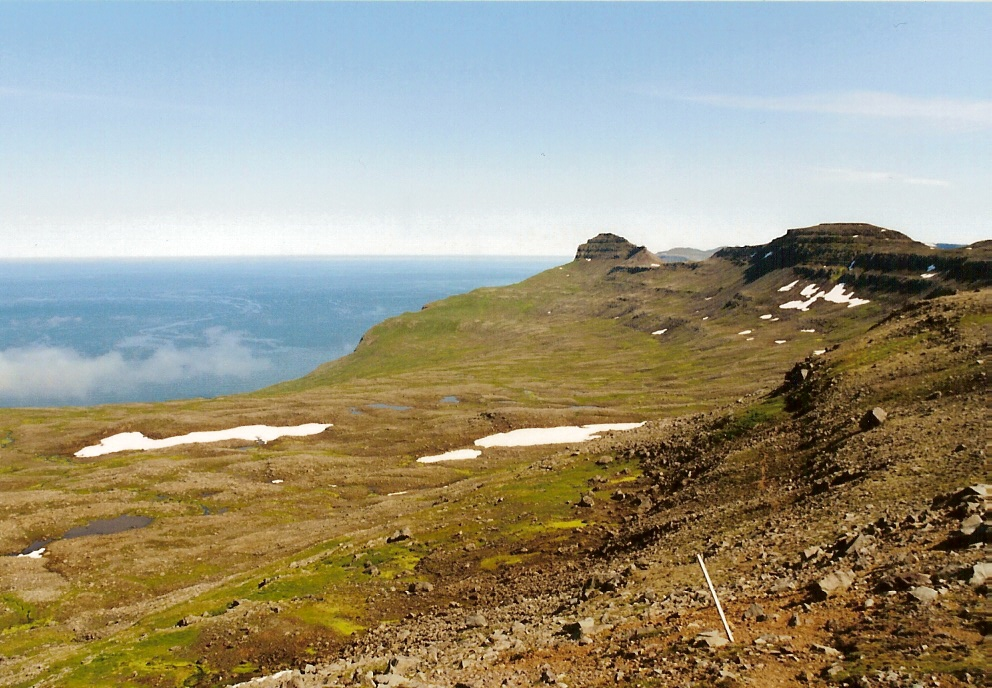
Danmarksundet sett från Västfjordarna i Island.

Danmarkssundet (danska: Danmarksstrædet) eller Grönlandssundet (isländska: Grænlandssund) är ett sund mellan Island och Grönland i Nordatlanten som förbinder Grönlandshavet med Irmingerhavet. Det är 480 kilometer långt, i sin smalaste del är det cirka 290 kilometer brett och det största djupet är 650 meter. Den norska ön Jan Mayen ligger nordöst om sundet.
Den kalla Östgrönländska strömmen, som passerar sundet, för med sig isberg till Nordatlanten. Strömmen är relaterad till Grönlandspumpen, som bidrar till att hålla vattencirkulationen igång i Nordatlanten och ger ett relativt varmt klimat till Nordeuropa.
Danmarkssundet är även ett viktigt fiskeområde.
Den 24 maj 1941 ägde slaget om Danmarksundet rum här.